# カナディアンワールド

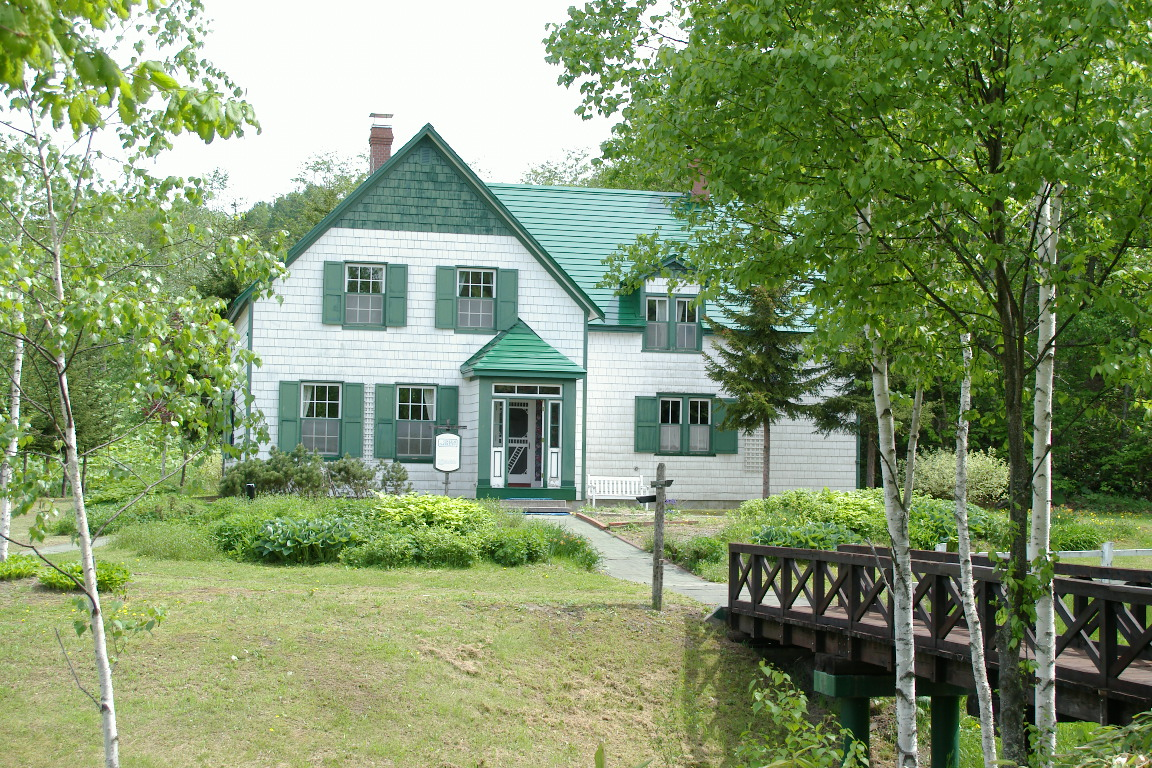
園内に建つ「アンの家」(2004年5月)

カナディアンワールド（カナディアンワールド）は、北海道芦別市にある民営公園である。

## 歴史

### 開園の経緯
1984年（昭和59年）に芦別市が三井芦別炭鉱の閉山による産炭地の斜陽化の対策の一つとして旭町油谷地区での大規模観光開発計画「憩いの村建設基本構想」を立案、計画案を委託した東急エージェンシー北海道支社が提案した市の澄んだ空気で星が綺麗に見られる特徴を活かした星をテーマとした地域活性化策「星の降る里構想」の提案を元に、芦別レジャーランド（後の北の京芦別）等の既存観光資源を生かした「北斗七星観光ライン」ゾーンとの相乗効果による観光集客を見込み観光事業計画の策定を開始。
その後1985年（昭和60年）9月に東急エージェンシーから天体関連のセンター施設群とスポーツ・アウトドア施設群からなる基本構想を提示、1986年（昭和61年）には観光開発構想促進市民会議も設立されたが開催はなく市民不在での開発がカナディアンワールド問題の発端になったと後に指摘されている。
国の産炭地域活性化支援事業の支援を受け1987年（昭和62年）2月に星と天体をテーマとした観光レジャー施設を中心とした100億円規模の地域振興計画「星の降る里ワールド基本計画」を策定し、1987年10月20日には一部を見直した事業計画を決定し油谷地区の炭鉱跡地230ヘクタールに総事業費70億円で屋内型ウォーターパークを中心に小説「赤毛のアン」のテーマパークと200名規模のホテルを建設する内容とされた。東急エージェンシー役員の木村王一が北海道と同じ北方圏のプリンスエドワード島を視察し、木村の夫人が赤毛のアンのファンだった事も影響し赤毛のアンを用いた開発提案となった。
その後星の降る里ワールド計画の事業主体として産業基盤整備基金からの出資第一号指定を受け芦別市（27.7%出資）・通産省産業基盤整備基金（26.6%出資）・東急エージェンシーを中心とした第三セクター「星の降る里芦別」が1988年（昭和63年）3月11日に設立され、社長には当時の芦別市長が就任したものの実質的な経営は東急エージェンシーに依存する形となった。
1988年8月には収支計画の検討の結果ウォーターパーク計画を撤回し156ヘクタールでの「カナディアンワールド」計画案を発表。第1次計画として芦別鉱業が石炭露天掘を行っていた新旭炭鉱黄金露天掘坑の跡地48haに39億円の事業費で赤毛のアンのテーマパークとそれを取り巻く形でラベンダー畑とハーブ畑の建設、第二次計画として108haの敷地にリゾートホテルやコテージや森林レクリエーション施設を31億円で建設とした。これに関連し民間企業によるスキー場やゴルフ場の開発や芦別市による天体博物館やレジャー施設の構想も立てられ大規模開発が見込まれていた。
東急エージェンシーから星の降る里芦別へ出向していた東急エージェンシー山本浩専務取締役は開園直後の社内報にてカナディアンワールド開発について第三セクターでの母体組織間の意見対立、東急グループの支援不足、テーマパーク経験者不在を問題点として指摘していた。
なお開園後の1991年（平成3年）時点で芦別市内では官民合わせて合計423億円規模の以下のリゾート開発が計画されていた。
| 計画                           | 建設地   | 事業主体         | 内容                                 | 事業費     | 開業予定    | 最終実態             |
| ------------------------------ | -------- | ---------------- | ------------------------------------ | ---------- | ----------- | -------------------- |
| カナディアンワールド（第1次）  | 黄金町   | 星の降る里芦別   | 赤毛のアンテーマパーク               | 52.5億円   | 1990年      | 開業・倒産後市営公園 |
| カナディアンワールド（第2次）  | 黄金町   | 星の降る里芦別   | ホテル・コテージ・博物館             | 31億円     | 1994年      | 廃案                 |
| カナディアンスポーツワールド   | 新城町   | 三栄スポーツ産業 | スキー場・ゴルフ場・ホテル           | 108.76億円 | 1996年      | 一部用地買収後中止   |
| 星の降る里ナチュラルパーク     | 旭町油谷 | 芦別鉱業         | オートキャンプ場・スポーツ施設・牧場 | 50億円     | 1995年      | 廃案                 |
| 星の降る里シンボリックワールド | 旭町油谷 | 芦別市           | 星の博物館                           | 27.32億円  | 1995年      | 廃案                 |
| 星の降る里シンボリックワールド | 旭町油谷 | 芦別市           | 天文台・レストラン・芸術館・生活館   | 68.3億円   | 1995-2004年 | 廃案                 |
| 星の降る里リフレッシュの森     | 旭町油谷 | 芦別市           | 広場・キャンプ場・花園・アスレチック | 8.26億円   | 1990-1998年 | 一部造成後中止       |
| 芦別市健民センター             | 旭町油谷 | 芦別市           | 芦別温泉の改築                       | 2.24億円   | 1991年      | 実現                 |
| 芦別ゴルフクラブ               | 豊岡町   | 大東産業         | ゴルフ場                             | 50億円     | 1995年      | 一部用地買収後中止   |
| 滝里ダム周辺地域振興           | 滝里町   | 空知川ゴルフ公社 | ゴルフ場                             | 3億円      | 1990年      | 実現                 |
| 滝里ダム周辺地域振興           | 滝里町   | 北海道開発局     | ダム湖畔施設整備                     | 9.61億円   | 1995-98年   | 実現・市に管理委託   |
| 星の降る里コミュニティエリア   | 本町     | 芦別市           | 道の駅・物産センター・百年記念館     | 12.72億円  | 1991-93年   | 実現                 |

### テーマパーク時代
1989年（平成元年）6月にラベンダー植栽を開始し8月30日に着工し約52億円の工費を投じて建設し、1990年（平成2年）7月29日にテーマパーク「カナディアンワールド」として開園。開設時にはプリンス・エドワード島にあるものを忠実に再現した「赤毛のアンの家・グリーンゲイブルズ」や「リンド夫人の家」、「時計塔・セントジョン」などが整備され、開業時には「カナダをテーマとしたものでは日本最大のテーマパーク」とされていた。東芝EMIよりオフィシャルイメージアルバムとしてオムニバスCD「カナディアンワールド〜赤毛のアンのふるさと」も発売された。JR北海道は来場者輸送のために、快速「ミッドナイト」用車両（56系気動車）を使用し、札幌駅から函館本線滝川駅経由でそのまま根室本線に入り芦別駅まで直通する全車指定席の臨時快速列車「北の京＆カナディアンワールド号」を運行した。
開園をきっかけとしてアンの故郷であるシャーロットタウン市との交流を開始し、1993年（平成5年）には正式な姉妹都市提携を締結。
しかし、赤毛のアンの人気は「カナディアンワールド」の集客には直結しなかった。入園料・飲食代・土産品価格の高さやトイレ設備の少なさなどから市民の間でも「一度行ったらもう十分」という批判の声が公然と上がった。すり鉢状の地形を活かして建物を配置、周囲の針広混交樹林と調和させてカナダの風景を想起させつつ独自の景観美を出し、入口から箱庭的情景を演出する設計として海外旅行の疑似体験を志向、赤毛のアンにそぐわない建造物を除外した作りになっていた。その一方で、カナダ風の建築物はカナダ人のスタッフを入れるも作り物であることが否めず満足感を強くもたらす事ができなかった。芦別とカナダは気候風土が似ているだけでカナダを再現する必然性が低く、また家族が快適に過ごせる環境を考えていない事も入場者減少の大きな原因とされる。この他ラベンダーの植栽管理や接客態度の悪さ、冬季の集客策やインドア政策の皆無等も指摘されていた。
年間入場者数は最多だった1991年（平成3年）度で約27万人と当初目標の40万人を大きく下回り、早くから入場者数が低迷して業績不振に悩まされることになった。特に冬季は入場者数が少なかったことから1994年（平成6年）から冬季は休園するようになった。1991年（平成3年）6月に直営大型レストラン「ハートランド」と1992年（平成4年）にはミニSL「カナディアンロッキー」、1995年（平成7年）にアンティークオルゴール館開設等の設備拡充や従来市民向けだった年間フリーパスポートの市外者向け販売やリピーター・ファミリー割引といった入場割引の拡充を行うも営業実績は一向に改善しなかった。また一般社員の寄り合い所帯による運営で売り切れない程に大量印刷した入園パスポートのためにプレハブ倉庫を建てたり土産品のカナダ雑貨を特定業者から高値で仕入れるなどといったコスト管理の希薄さやサービス意識が低い事も経営不振の大きな一因とされた。1993年（平成5年）には経営不振を補う通年型リゾートとして「新・星の降る里芦別（株）設立構想」を提出し新第三セクターによる班渓幌内山と山麓でのスキーリゾート・ホテル・ゴルフ場開発を行う「カナディアンスポーツワールド整備事業」を計画しスキー場とホテルの建設費に200億円・ゴルフ場建設費に55億円を見込んだがバブル崩壊に伴いゴルフ場開発会社が撤退し金融機関の理解も得られず廃案となった。
1994年（平成6年）2月には東急エージェンシーからの派遣社員を返上し4月から物販飲食のテナント化や従業員削減を行い6月に市から星の降る里芦別への48億円の金融支援が可決、10月にふるさと融資資金の返済が不可能となり保証銀行の日本興業銀行が市に代位弁済を開始。産業基盤整備基金を中心とした協議会にて1995年（平成7年）3月に1994年度から2013年度までの元金分割返済を行う・政府系金融機関金利を2014年度以降10年間均等返済し民間金利は5年後に見直す内容で第一次金融合意に至り市の損失補償額は46億1277万円となった。
こうした「カナディアンワールド」の不振により巨額の債務を芦別市が抱え込むことになったことを受けて1995年（平成7年）に東田耕一市長が引責辞任し、その後任を選ぶ市長選挙はカナディアンワールドの是非が主要な争点として行われる事となり、存続を訴えた林政志が当選。その後も再建を果たせず赤字続きとなっていたため、1997年（平成9年）9月に星の降る里芦別は臨時株主総会にて単独での事業断念を決定、10月に市民公園化案が提出され閉園して無料の公園として再出発させることになり、1997年（平成9年）10月に閉園した。
1998年（平成10年）4月には市民公園化の公聴会を行い、1999年（平成11年）1月には設備資金返済期限を2033年まで10年再延長と金利0.5%に減額の第二次金融合意を決定し損失補償額37億8249.6万円に再々設定した。

### 市営公園時代
1999年（平成11年）7月4日に星の降る里芦別から用地と施設の25年間無償貸与を受け「芦別市営カナディアンワールド公園」として開園し、無料開放された。園内34施設のうち展示施設としてアンの家グリーンゲイブルズ、事務所としてポストオフィス、休憩所としてリンド夫人の家の3施設を市の直接管理とし残りのうち15施設にテナントを入居させた。しかし無料化後も年間約1億円の維持費がかかったことから、星の降る里芦別の累積損失はその後も膨らみ続け2007年（平成19年）8月2日に札幌地方裁判所から自己破産の手続き開始決定を受けた時点で負債総額は約75億円に達した。そして、損失補償契約を結んでいたことから、同年6月に成立した調停で負債のうち約32.4億円を芦別市が19年かけて分割返済することになった。こうした経緯から、経費の掛かる施設や設備等の運用は大幅に縮小されることになった。
2013年（平成25年）には、テーマパーク時代から毎年8月に開催された数千本のたいまつロウソクによる絵を中心にレーザー光線の演出や打ち上げ花火を行う「キャンドルアート」イベントが人手不足や資金難を理由に20回目をもって終了。
一方、2014年（平成26年）のNHK連続テレビ小説「花子とアン」の影響で「アンの家」についての問い合わせが相次ぎ来場する観光客も増えた。同年にはユニバーサルミュージック により、上記オムニバスCDが再発売された。
2015年（平成27年）11月には、市民検討委員会にて、公園の債務返済が終了する2026年まで存続し、民間資金の活用やクラウドファンディングを用いた資金調達などの提言が提出された。しかしながら、施設老朽化のため建造物の全面改築に20億円以上が必要と試算されることから、2018年（平成30年）2月に市行政改革委員会が存続すべきではないと提言し、多額の借入金を抱える公園管理者の芦別振興公社も5月に2018年度いっぱいでの清算を決定した。その後、芦別市は、全員協議会での了承の上、11月29日に2019年度の管理を芦別観光協会に委託した後同年度末に閉鎖する方針を明らかにした。
2019年（平成31年）度は開園期間である2019年4月27日から10月20日までの営業をもって市営公園としての運営は終了の方針が決定した。

### 市民運営時代
2019年（令和元年）10月に芦別市は園内のテナントなどでつくる任意団体「カナディアンワールド振興会」の要請を受けて公園施設などを団体に無償で貸し出す方針を固め、2020年（令和2年）度は同振興会の運営により土日祝日などに限定して開園された。
2020年4月1日「カナディアンワールド振興会」が芦別市より正式に借り受け、運営することが決定。名称を「カナディアンワールド」に変更。2021年（令和3年）からは、4月下旬〜10月下旬の土日祝限定で開園する。
市から土地と建物を無償で借り受け、半年間で約100万円の電気代等の経費を市民らの振興会が負担し、またクラウドファンディングを用い250万円の資金調達を行ったほか、芦別市内外の協力者により建物の補修を行っている。

## 施設情報

### 所在地
- 北海道芦別市黄金町731

### 開園期間
- 10:00 - 17:00 （入場は16:30まで）
- 4月下旬〜10月下旬の土日祝に開園[注釈 5]
- 入園料、駐車場は無料

### 主な施設
南側入出国口施設
入場券発券所「メインゲート」
オリエンテーションハウス・メインゲート「ケンジントン駅」- 2013年時点では空きテナント
総合ギフトショップ「メープル&リンゴー」 - 2013年時点では「石岡剛の世界美術館」と小物販売
ティーサロン「サロンケンジントン」
展望台付き時計塔「クロックタワーセントジョン」
北側入出国口施設
北側ゲート・入場券発券所「ブライトリバー駅」 - 2013年時点では老朽化のため使用不可
ギフトショップ・カナダ横断鉄道模型「カーリートレイン」 - 2013年時点ではライブハウス
多目的イベントホール・展示会場「ピラミッドホール」 - 2013年時点では老朽化のため使用不可
温室・生花店「サンハウス」2013年時点では花き生産拠点
テラスデュフラン施設群
荒井良二キャラクターショップ「アン」
バラエティショップ・菓子文具店「スィーピー」 - 2013年時点では「雅やんのプチ・フォトギャラリー」
レストラン「カフェ・ド・デゥフラン」 - 2013年時点ではオルゴール館
カナディアンレストラン「ミックマック」 - 2013年時点では軽食喫茶「風の音」
写真館「チーズ」
レストラン「ファーマーズ駅 ピクニカ」 - ミニSL発着所を兼ねる、2013年時点ではジュース・ジャム販売「ピクニカ」
案内所・カナダ観光PR所「インフォメーションセンター」
救護センター
迷子センター
アンの村施設群
アンの家「グリーンゲイブルズ」 - 博物館・モンゴメリ作品展示
簡易郵便局・売店「ポストオフィス」 - 2013年時点では雑貨店「白ひげ郵便局」
喫茶「リンド夫人の家」 - 2013年時点では雑貨「伽羅」
ダイアナの家「オーチャードスロープ」 - プリンスエドワード島商品、モンゴメリ書籍物販 2013年時点では「おし花ギャラリーはなつみ」
アンの学校「オーウェルスクール」 - 赤毛のアン関連書籍物販
結婚式場「アンの教会」
展望レストラン「テラノーヴァ」
クラフトビレッジ施設群
ステンドグラス・木工芸・陶器工房物販「フロンティア」
ハーブ・草木染め工房物販「ハーブ」 - 2013年時点では「ハンドメイド&カフェERBA」
パッチワーク工房物販「キルト」 - 2013年時点ではギャラリー・雑貨「KAENA」
ハーブ製品販売・講習会・カフェ「ラベンダーハウス・パルフェ」 - 2013年時点では手芸品販売「カナディアンワールド公園ハーモニー」
コルツ施設群
アルザス地方家具・民芸品物販「クリスティアンヌ」
カナダアウトドアショップ「ウッドマン」
カナダ先住民工芸品物販「ティーピー」 - 2013年時点では雑貨店「手作りマミー」
フードコート「サロンケンジントン」 - 2013年時点では環境教育活動に利用
その他
管理事務所・従業員食堂
野外広場・ステージ
グリーンゲイブルズ裏手小道「恋人の小径」
エゾマツ林「おばけの森」
人工池「輝く湖水」
ハーブガーデン
ラベンダー畑（日本最大級）
公園・遊具施設「カナディアンパーク」
園内バス・乗降場「ベルステーション」5箇所
追加施設
大型レストラン「ハートランド」
ミニSL「カナディアンロッキー」（全長約1km・70人乗り、2011年まで繁忙期のみ運営）

## 交通アクセス
公共交通機関（路線バス）は直行便が無いため、自家用車・レンタカー・タクシーの利用が一般的である。
公共交通機関
JR芦別駅から路線バスは、途中の芦別温泉（芦別温泉スターライトホテル）まで空知交通（キラキラバス）が運行しており所要時間は約20分。そこから約3km、徒歩で30分程度。もしくはタクシーで5分程度。
芦別駅からタクシーだと、約20分。
車
芦別駅から約10km。車で約20分。
道央自動車道滝川ICから約40km。国道38号、国道452号経由で約50分。
旭川市から約45km。車で約1時間。

## ロケ地としての使用
- 1991年（平成3年）〜1992年（平成4年）：NHKで放送されたドラマ「チロルの挽歌」の撮影が行われた。1992年4月に放送され「チロリアンワールド」として登場した。
- 1994年（平成6年） 10月：テレビ朝日系で放送されていた刑事ドラマ「さすらい刑事旅情編」シリーズVII（第5話「ブルートレインの女・家族の絆」1994年11月9日放送）の撮影が行われた。
- 1999年（平成11年）7月：映画「GTO」の撮影が行われた。1999年12月に公開され「カナダ村」として登場した。
- 2009年（平成21年）10月：中国映画『肩の上の蝶』の撮影が行われた。2011年に公開された。
- 2013年（平成25年）6月：映画「野のなななのか」の撮影が行われた。2014年5月に公開された。